# جایزه حلقه منتقدان فیلم منطقه خلیج سان‌فرانسیسکو برای بهترین فیلمبرداری
جایزه حلقه منتقدان فیلم منطقه خلیج سانفرانسیسکو برای بهترین فیلمبرداری (انگلیسی: San Francisco Bay Area Film Critics Circle Award for Best Cinematography) جایزه‌ای است که توسط حلقه منتقدان فیلم سان‌فرانسیسکو برای قدردانی از فیلم‌برداری داده می‌شود که در حین کار در صنعت فیلم، دستاوردی برجسته ارائه کرده‌است.